# Книжник Олег Володимирович
Оле́г Володи́мирович Кни́жник (нар. 1 лютого 1974) — український військовослужбовець, полковник Збройних сил України, учасник російсько-української війни. Повний лицар ордена Богдана Хмельницького.

## Життєпис
Народився 1 лютого 1974 в с. Муровані Курилівці Могилів-Подільського району Вінницької області.
У 1989—1991 навчався в Суворовському військовому училищі. Вищу освіту здобув у Київському вищому інженерному радіотехнічному училищі протиповітряної оборони.
З 1996 проходить військову службу.
Офіцер 36-ї окремої бригади морської піхоти. Учасник АТО/ООС на сході України. У 2014 створив підрозділ рвдіоелектронної боротьби; у 2017 році — він командир роти рвдіоелектронної боротьби.
Серед воєнних заслуг — радіоборотьба, вправне перехоплення, боротьба з безпілотниками та агентами-освідомлювачами. За це 2 квітня 2017 року в Маріуполі був нагороджений орденом «Народний герой України».
Під час російського вторгнення в Україну продовжує нести службу. Нагороджений орденом Богдана Хмельницького II (7.04.2023) та I (8.09.2023) ступенів.

## Нагороди
- Орден Богдана Хмельницького I ступеня (8 вересня 2023) — за особисту мужність, виявлену у захисті державного суверенітету та територіальної цілісності України, самовіддане виконання військового обов'язку[4];
- орден Богдана Хмельницького II ступеня (7 квітня 2023) — за особисту мужність, виявлену у захисті державного суверенітету та територіальної цілісності України, самовіддане виконання військового обов'язку[5];
- орден Богдана Хмельницького III ступеня (21 травня 2021) — за особисту мужність, самовіддані дії, виявлені у захисті державного суверенітету і територіальної цілісності України, зразкове виконання військового обов'язку та з нагоди Дня морської піхоти України[6].
- Орден Данила Галицького[3].